# エイジェック女子硬式野球部
エイジェック女子硬式野球部（エイジェックじょしこうしきやきゅうぶ）は栃木県小山市を本拠地とし、ヴィーナスリーグに所属する女子野球の社会人野球（企業チーム）である。
2024年の監督は小林茂生、主将は永田聖佳、チームスローガンは「一新 全員野球で巻き返せ!!」。

## 概要
2018年2月創部。運営はエイジェックスポーツマネジメント（エイジェックのグループ法人）。選手や指導者らはエイジェックグループで就業している。練習拠点は廃校を利用した栃木県小山市にある小山ベースボールビレッジ（旧：小山市梁小学校）。
2019年、前年12月に女子プロ野球を引退表明した川端友紀、塩谷千晶、笠原優子、松村朱咲、楢岡美和が入団し、川端が選手兼任打撃ヘッドコーチ、楢岡がキャプテンに就任する。
2020年1月新体制を発表。監督は吉田に代わり元西武の広橋公寿が就任、吉田は川端と共に選手兼任コーチ、ヘッドコーチに元西武の宮地克彦、コーチに元ソフトバンクの中村恵吾が就任した。

### 主なチーム戦績
2020年
- 栃木さくらカップ（栃木市杯 フリーの部）：優勝[8]。
- 第15回全日本女子硬式クラブ野球選手権大会：準優勝。

2021年
- 第16回全日本女子硬式クラブ野球選手権大会：優勝。
- 第17回全日本女子硬式野球選手権大会：優勝。

2022年
- 第18回全日本女子硬式野球選手権大会：優勝。